# منطقه اوشانا
منطقه اوشانا (به لاتین: Oshana Region) یکی از منطقه‌های نامیبیا است که در شمال این کشور واقع شده‌است. منطقه اوشانا ۸٬۶۴۷ کیلومتر مربع مساحت و ۱۸۱٬۸۹۸ نفر جمعیت دارد.

## نگارخانه

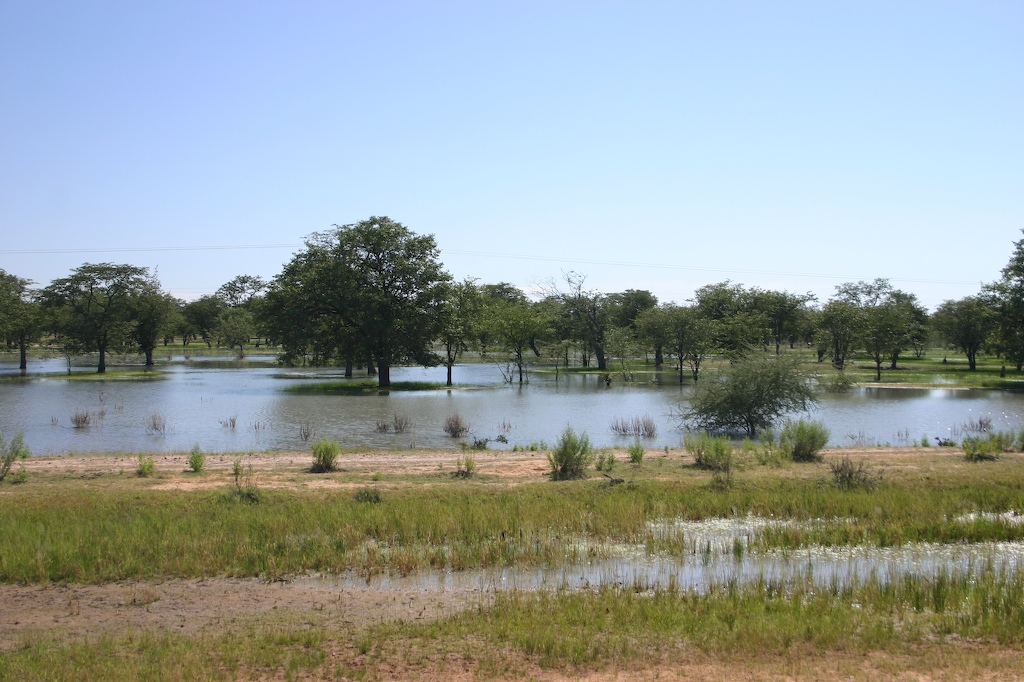
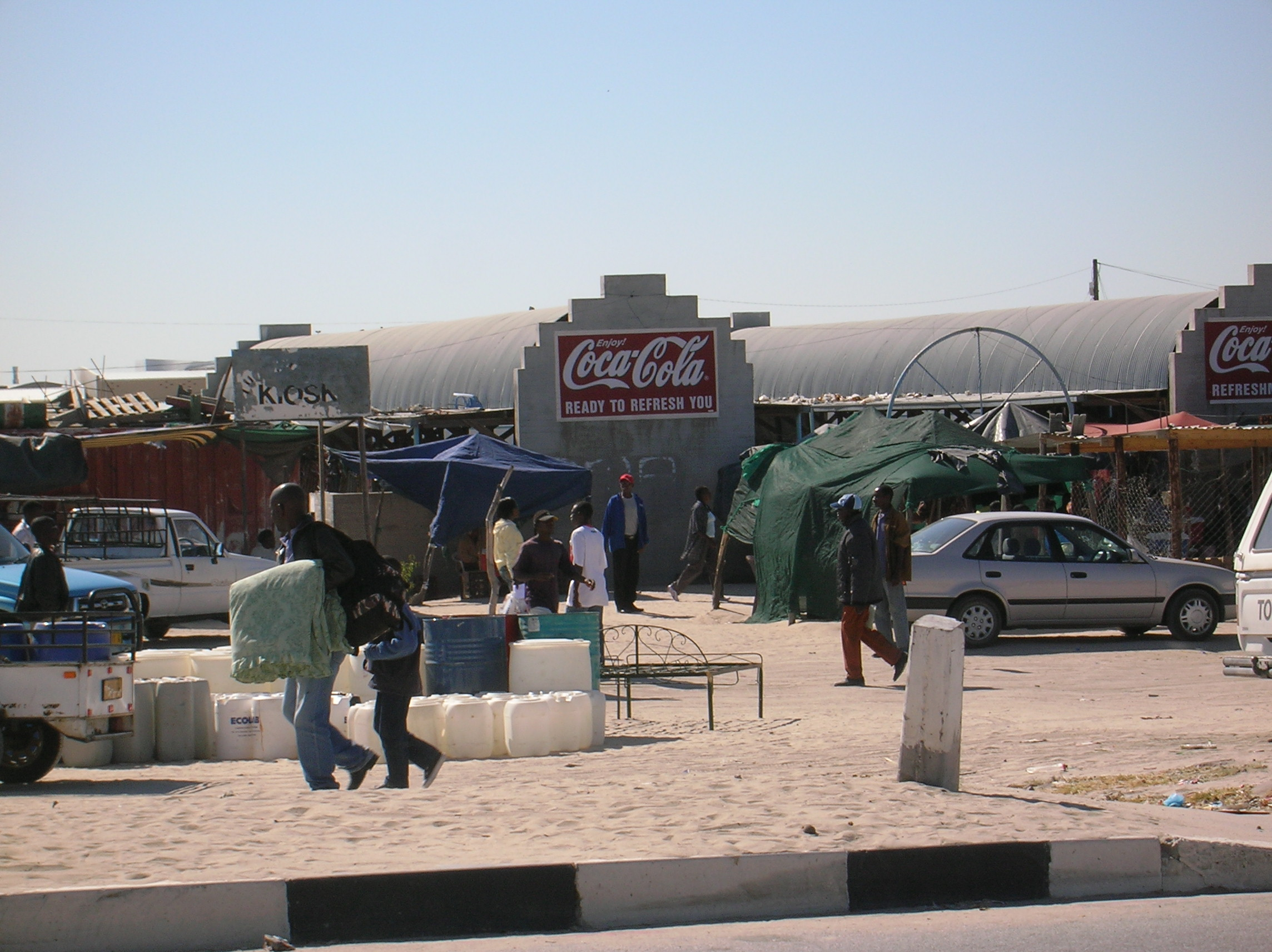
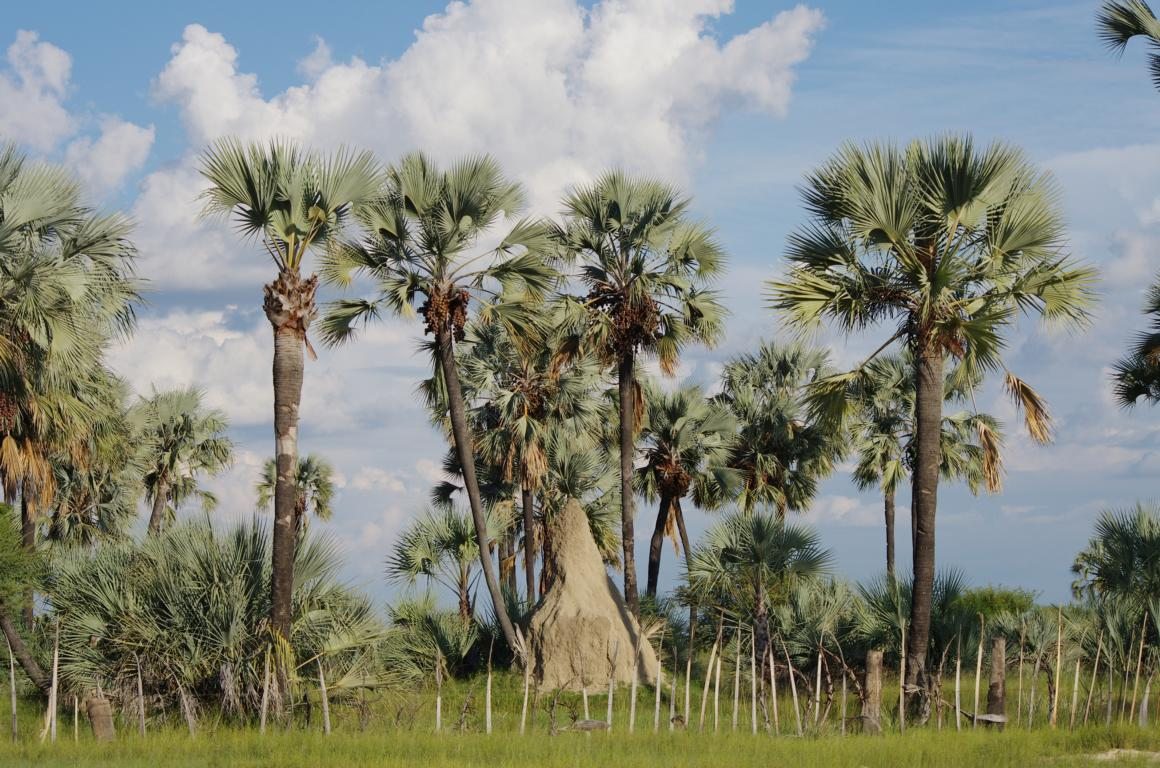